# Segundo Portocarrero
Segundo Arlen Portocarrero Rodríguez (ur. 15 października 1996 w Atacames) – ekwadorski piłkarz występujący na pozycji lewego obrońcy lub lewego pomocnika, od 2023 roku zawodnik Barcelony SC.